# Teus van Vliet
Teunis (Teus) van Vliet (Harmelen, 15 mei 1913 – Den Haag, 3 maart 1986), schuilnaam Hugo, was een verzetsstrijder tijdens de Tweede Wereldoorlog die aan het eind van de oorlog gearresteerd werd door de Duitsers en doorsloeg.

## Biografie
Van Vliet was een van de oprichters van de Landelijke Organisatie voor Hulp aan Onderduikers (LO). De LO was een verzetsbeweging die onderduikers in de Tweede Wereldoorlog hielp. Van Vliet was op het moment dat de Tweede Wereldoorlog uitbrak lid van het bestuur van de Christelijke Korfbalbond in zijn woonplaats Den Haag. Via zijn vele contacten probeerde hij adressen te regelen voor onderduikers.
Van Vliet moest in februari 1943 zelf onderduiken. August van Wilgenburg regelde voor hem en zijn vrouw Kari een adres in Eemnes. In de maanden daarna was Van Vliet betrokken bij de oprichting van de LO-afdeling in Het Gooi. Hij was bovendien hoofd van het Centraal Bureau, dat ingesteld was in het geval er binnen de LO snel knopen moesten worden doorgehakt. Namens de LO maakte Van Vliet deel uit van het bestuur van Stichting 1940-1944.
In januari 1945 vielen de Duitsers binnen bij een bijeenkomst waar Van Vliet aanwezig was. De vergadering was verraden door Johan van Lom. De Duitsers hadden met hem afgesproken dat hij zich zou verbergen in een schuilplaats onder de vloer en dat hij zogenaamd niet gevonden zou worden. Van Vliet had zich echter bij Van Lom gevoegd, waardoor de Duitsers hem misliepen. Friedrich Viebahn met wie Van Lom in contact stond wilde Van Vliet echter ook graag pakken. Vrienden van Van Vliet hadden er eerder al bij hem op aangedrongen dat hij zou stoppen omdat hij te veel wist. In het geval dat hij in handen van de Duitsers viel vormde hij daarmee ook een gevaar voor andere verzetsmensen.
Dat gevaar was reëel, want de Sicherhetisdienst had Van Vliet in het vizier. Van Lom maakte een nieuwe afspraak met hem en Van Vliet werd aangehouden terwijl hij bij het wegrijden zijn fiets pakte. In zijn portemonnee had Van Vliet een aantekening op een briefje dat ging over een afspraak de volgende dag. Daarbij zouden verschillende kopstukken van het verzet, waaronder Walraven van Hall aanwezig zijn. Van Vliet verwachtte dat iedereen intussen van zijn arrestatie op de hoogte was en dat de vergadering zou zijn verplaatst of afgelast. Hij vertelde zijn ondervragers daarom waar deze plaatsvond. Dat was noodlottig, want ter plekke werden Van Hall, Frederik Nieuwenhuijsen, dominee Hendrik Roelof de Jong, Hanneke Eikema en Jan Goedkoop opgepakt. Van Hall, De Jong en Nieuwenhuijsen werden een maand later geëxecuteerd. Van Vliet overleefde de oorlog omdat de verrader Van Lom met de Duitsers een afspraak had gemaakt dat de personen die hij verraadde niet gedood zouden worden. De Duitsers hielden zich aan die afspraak.
Tijdens de verhoren door de Duitsers sloeg Van Vliet geheel door. Hij verschafte de Duitsers meer gegevens dan de informatie waar zij feitelijk om vroegen. Zo tekende hij een schema van de top van het totale verzet in Nederland. Ten gevolge hiervan werden verschillende mensen waaronder Walraven van Hall, broer van Gijs van Hall, gearresteerd. Hij werd door de Duitsers gefusilleerd.
Van Vliet zat tot het einde van de oorlog vast in het zogenaamde Oranjehotel in Scheveningen. Hij werd actief in de kringen van het naoorlogs verzet. Zo was hij redactielid van het LO-blad De Zwerver. Pas toen de weduwe van Walraven van Hall eind 1945 een klacht tegen hem indiende legde Van Vliet zijn functies neer.
De oud-verzetsman verscheen voor de Ereraad van het verzet. Deze Ereraad bestond onder andere uit Arie van Namen, Frank Sanders, F. Peski en Henk Das. Hij mocht onder meer vijf jaar niet publiceren over de oorlog (hij was na de oorlog redacteur van een christelijk tijdschrift). Zijn grootste straf was wellicht het feit dat al zijn oud-verzetsvrienden zich van hem afkeerden. Op 10 mei 1949, vier jaar na de bevrijding, verscheen Teus van Vliet voor de rechters van het Bijzonder Gerechtshof in Amsterdam. Hij werd veroordeeld tot een voorwaardelijke geldboete van 500 gulden met een proeftijd van twee jaar. Daarnaast mocht hij geen functie meer in een oud-verzetsbeweging uitoefenen, waaronder ook de Stichting 1940-1945. En hij mocht niet in de publiciteit optreden met beschrijvingen van eigen of andermans ervaringen van het illegale werk tijdens de bezetting of de organisaties na de bezettingstijd.
Na de oorlog werkte Van Vliet voor de uitgeverij Zomer & Keuning en voor de Nederlandse Reisvereniging. Hij schreef onder het pseudoniem Casper de Groot.